# مجزرة دير البلح (21 أكتوبر 2023)
مجزرة دير البلح (21 أكتوبر 2023) هي مجزرةٌ ارتكبها سلاح الجوّ الإسرائيلي حينما أغارَ على منازل المدنيين في كافة أرجاء منطقة دير البلح، حيثُ عمل سلاح الجو الإسرائيلي على قصف الشوارع وكافة المنازل الموجودة على طول الشارع الرئيسي في مدينة دير البلح. هذه المجزرة من ضمن عدة مجازر وقعت خلال عملية طوفان الأقصى. تسبّبت هذه المجزرة الإسرائيليّة والتي استهدفت منطقة حيوية في استشهاد ما يزيد عن 27 شخصاً.

## خلفية الحدث
في ساعاتِ الصباح الأولى من يوم السابع من أكتوبر 2023 أطلقت حركة المقاومة الإسلامية حماس عبر ذراعها العسكري كتائب الشهيد عز الدين القسام عملية طوفان الأقصى وذلك ردًا على الاعتداءات الإسرائيلية وتدنيس الأقصى والاستمرار في الاستيطان. كما أكّد على ذلك محمد الضيف القائد العام للقسّام والذي أعطى إشارة انطلاق العمليّة التي شهدت اقتحامًا من المقاومين لمستوطنات غلاف غزة ونجحوا في قتلِ عدد كبيرٍ من الجنود الإسرائيلين وأسر عشرات آخرين، كما استطاعوا خلال ساعات قطع عشرات الكيلومترات ووصلوا لمستوطنات أبعد من تلك المحيطة والقريبة من قطاع غزة.
استمرَّت الاشتباكات بين الجيش الإسرائيلي وبين المقاومين في عديد من المستوطنات وعلى رأسها مستوطنة سديروت. الرد الإسرائيلي على هذه العمليّة جاء من خلال شنّ سلاح الجو الإسرائيلي عشرات الغارات العشوائيّة على القطاع متسبّبة في مقتل عشرات المدنيين وتدمير البنية التحتية لمدن القطاع، ليصل حد فرض إغلاق شامل وقطع متعمد لكل الخدمات من ماء وكهرباء وغاز وهو ما هدَّد حياة أكثر من مليونَي فلسطيني يعيشُ داخل القطاع الذي يُعاني أصلًا من تبعات الحصار الخانق عليهم منذ ستة عشر عاماً.

## المجزرة
في يوم 21 تشرين الأول/أكتوبر 2023 ومع بدء ساعات الصباح الأولى، وبالتزامن مع القصف الإسرائيلي المتواصل على كافة مناطق القطاع أغارت طائرات الاحتلال الإسرائيلي على عدداً من المنازل على رؤوس ساكنيها في مدينة دير البلح التي تقع جنوب مدينة غزة. تمكنت سيارات الإسعاف والدفاع المدني من انتشال جثامين 27 مواطناً من عائلات مختلفة، ومعظمهم أطفال ونساء اضافة الى عشرات الجرحى.

## الضحايا
1. وليد محمد عبد الرحمن أبو شعيب
2. حنان سعيد الطويل (أبو شعيب)
3. براء وليد محمد أبو شعيب
4. أسيل محمد وليد ابو شعيب
5. وليد محمد وليد أبو شعيب
6. عاطف محمد عبد الرحمن ابو شعيب
7. منال محمد حمد شقليه( أبو شعيب)
8. باسل حسن كامل أبو شماله
9. أسيل عبد الناصر جابر أبو أسد
10. محمد متوكل الدقران
11. وتين شريف بكر البطنيجي تحديث
12. إسلام عبد الحكيم السعافين( أبو شعيب)
13. نور وليد محمد أبو شعيب
14. ولاء وليد محمد أبو شعيب
15. آية وليد محمد أبو شعيب
16. حنان محمد وليد أبو شعيب
17. برائه محمد وليد أبو شعيب
18. حمزة عماد محمد أبو دغيم
19. محمد عماد محمد أبو دغيم
20. يحيى عماد محمد أبو دغيم
21. ماريا عماد محمد أبو دغيم
22. محمد زكريا راضي
23. رتاج محمد زكريا راضي
24. رامز محمد هاشم تمراز
25. عاطف محمد ابوشعيب
26. حنان سعيد محمد الطويل
27. أحمد عبد الناصر ابوأسد